# شمالگان (فیلم)
شمالگان یک فیلم درام بقای ایسلندی ساخته سال ۲۰۱۸ به کارگردانی جو پیانا است و به نویسندگی پیانا و رایان موریسون ساخته شده است. این فیلم یک تولید مشترک بین‌المللی بین ایسلند و ایالات متحده است در فیلم مس میکلسن در نقش مردی که در قطب شمال به سر می‌برد، بازی می‌کند. این فیلم در جشنواره کن ۲۰۱۸ به نمایش درآمد و در تاریخ ۱ فوریه ۲۰۱۹ در سینماها اکران شد.

## بازیگران
- مد میکلسن در نقش اورگارد در نقش خلبان
- ماریا تلما اسماراتوتیر در نقش زن جوان
- تینترینای تیخاسوک در نقش خلبان هلیکوپتر

## تولید
این فیلم در طول ۱۹ روز در ایسلند فیلمبرداری شد. مدس میکلسن از این فیلم به عنوان دشوارترین فیلمبرداری حرفه خود نام برد.

## انتشار
در تاریخ ۱۲ آوریل ۲۰۱۸، این فیلم برای رقابت برای دوربین طلایی در جشنواره کن ۲۰۱۸ انتخاب شد. بلیکر استریت ایالات متحده را به دست آورد و حقوق بین‌المللی را از جشنواره کن انتخاب کرد.